# Sistema de cavidade de ar
O sistema de cavidade de ar (ou ACS) é um moderno conceito de projeto de casco marinho baseado na captura de ar sob o casco de uma embarcação para reduzir o arrasto e aumentar a velocidade e a eficiência do combustível.